# I'm on Fire for You Baby
«I'm on Fire for You Baby» (en español: «Estoy ardiendo por ti nena») es una canción de la banda canadiense de rock April Wine.  Fue compuesta por David Elliott. Se encuentra originalmente como la cuarta melodía del álbum en vivo Live!, lanzado en 1974 por Aquarius Records. Este tema se publicó como sencillo en el mismo año por la misma discográfica.

## Lanzamiento y recepción
Este sencillo fue el único sencillo lanzado de Live! e incluye el tema «Come On Along» («Vamos acompañados») en el lado B del vinilo, el cual se encuentra en el tercer álbum de la banda Electric Jewels de 1973.
Esta canción llegó a colocarse dentro de las listas canadienses, en el 64.º lugar de los 100 sencillos más exitosos de la revista RPM Magazine el 24 de agosto de 1974.

## Lista de canciones
| Lado A |                            |               |          |  |
| N.º    | Título                     | Escritor(es)  | Duración |  |
| 1.     | «I'm on Fire for You Baby» | David Elliott | 3:20     |  |

| Lado B |                 |                            |          |  |
| N.º    | Título          | Escritor(es)               | Duración |  |
| 2.     | «Come On Along» | Myles Goodwyn / Jim Clench | 4:29     |  |
| 7:49   |                 |                            |          |  |

## Créditos
- Myles Goodwyn — voz principal y guitarra.
- Jim Clench — bajo y coros.
- Gary Moffet — guitarra y coros.
- Jerry Mercer — batería y coros.

## Listas
| Año  | País   | Lista                        | Posición máxima |
| ---- | ------ | ---------------------------- | --------------- |
| 1974 | Canadá | RPM Magazine Top 100 Singles | 64.º            |